# 奥田村 (愛知県知多郡)
奥田村（おくだむら）は、愛知県知多郡にあった村。現在の知多郡美浜町の一部にあたる。

## 地理
知多半島の南部、伊勢湾岸に位置していた。

## 歴史
- 1878年（明治11年）知多郡北奥田村、南奥田村が合併して奥田村が成立[2]。
- 1889年（明治22年）10月1日、町村制の施行により、知多郡奥田村が単独で村制施行し、奥田村が発足[1][2]。大字は編成せず[2]。
- 1906年（明治39年）7月1日、知多郡野間村と合併し、野間村が存続して廃止された[1][2]。合併後、野間村奥田となる[2]。

### 地名の由来
次の諸説あり。
1. 集落の奥に田があるため。
2. オクはオキ（沖）と同意で海寄りの地の意。

## 産業
- 農業、筵[2]